# Ensalada nizarda

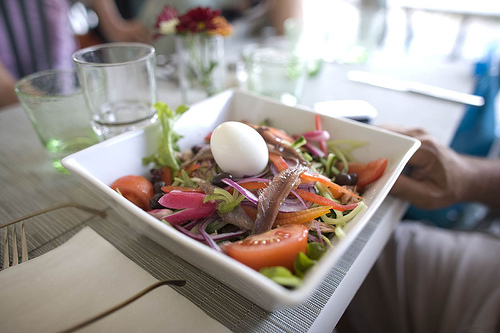
Ensalada nizarda.

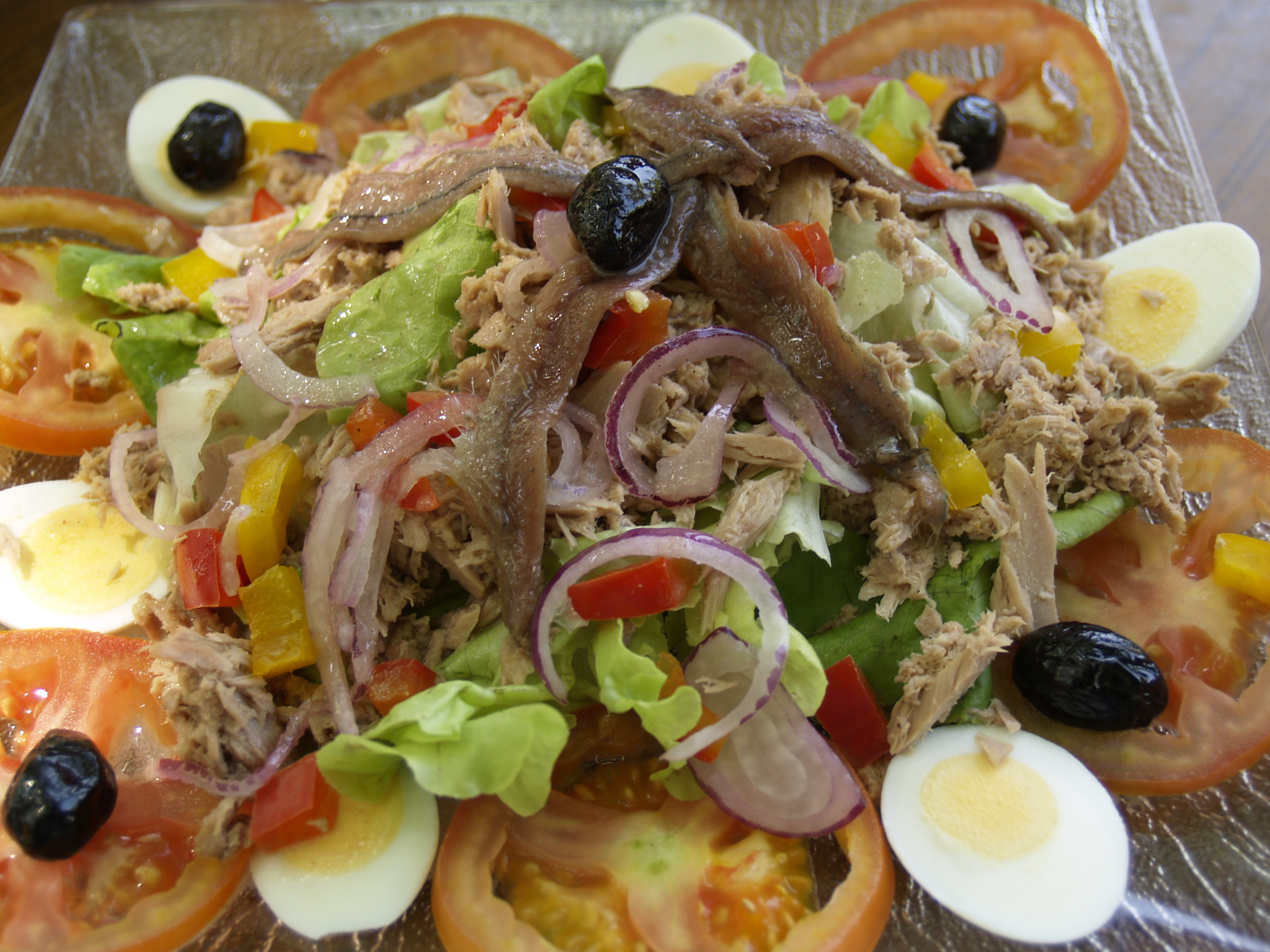
Ensalada nizarda.

La ensalada nizarda (en francés referida como salade niçoise, en occitano provenzal como salada nissarda) es una ensalada típica de la región de Niza.

## Ingredientes
Consta de los siguientes ingredientes: verduras frescas crudas (tomate, pimiento verde y rojo, a veces pepino, apio en rama y alcachofa tierna cruda), acaso algún encurtido como alcaparras, huevo duro, anchoas y a veces atún, cebolla, ajo y aceitunas de Niza (pequeñas y negras), todo ello regado con aceite de oliva y aromatizado con albahaca fresca.

## Servir
Al contrario de lo que se suele ver en diferentes restaurantes, esta tradicional ensalada no contiene entre sus ingredientes ni arroz, ni patata, ni queso, ni pasta, ni verduras salteadas.